# Johnnie Parsons
John Woodrow Parsons (* 4. Juli 1918 in Los Angeles, Kalifornien; † 8. September 1984 in Van Nuys, Kalifornien) war ein US-amerikanischer Automobilrennfahrer.

## Karriere
Parsons startete zehn Mal bei den Indianapolis 500, sein Sieg 1950 trug ihn auch in die Siegerliste der Formel-1-Weltmeisterschaft ein, da dieses Rennen 1950 bis 1960 zur WM zählte. Weitere gute Platzierungen waren der zweite Platz 1949 und der vierte Platz 1956. 1949 war er Meister der AAA National Drivers Championship, einer Vorgängerserie der IndyCar Series.
Sein Sohn Johnny (* 1944) war ebenfalls als Rennfahrer aktiv.

## Statistik

### Grand-Prix-Siege
- 1950  Indianapolis 500 (Indianapolis)

### Indy-500-Ergebnisse
| Jahr | Startnr. | Start | Qual (km/h) | Ergebnis | Runden | Führung | Ausfall                        |
| ---- | -------- | ----- | ----------- | -------- | ------ | ------- | ------------------------------ |
| 1949 | 12       | 12    | 213,863     | 2        | 200    | 0       |                                |
| 1950 | 1        | 5     | 212,479     | 1        | 138    | 115     |                                |
| 1951 | 3        | 8     | 212,656     | 21       | 87     | 0       | Magnetzündung                  |
| 1952 | 6        | DNQ   |             |          |        |         |                                |
| 1952 | 5        | 31    | 217,757     | 10       | 200    | 0       |                                |
| 1953 | 21       | 8     | 221,522     | 26       | 86     | 0       | Motor                          |
| 1954 | 15       | 15    | 224,596     | 32       | 79     | 0       | Motor                          |
| 1954 | 45       |       |             | 112      | 22     | 0       | fuhr Cross’ Wagen; Rd. 121–142 |
| 1955 | 9        | DNQ   |             |          |        |         |                                |
| 1955 | 16       | 27    | 220,139     | 21       | 119    | 0       | Magnetzündung                  |
| 1956 | 98       | 6     | 231,950     | 4        | 200    | 16      |                                |
| 1957 | 98       | DNQ   |             |          |        |         |                                |
| 1957 | 18       | 17    | 226,543     | 16       | 195    | 0       |                                |
| 1958 | 45       | 6     | 232,819     | 12       | 200    | 0       |                                |

| Legende  | Legende            | Legende                                                          |
| Farbe    | Abkürzung          | Bedeutung                                                        |
| -------- | ------------------ | ---------------------------------------------------------------- |
| Gold     | –                  | Sieg                                                             |
| Silber   | –                  | 2. Platz                                                         |
| Bronze   | –                  | 3. Platz                                                         |
| Grün     | –                  | Platzierung in den Punkten                                       |
| Blau     | –                  | Klassifiziert außerhalb der Punkteränge                          |
| Violett  | DNF                | Rennen nicht beendet (did not finish)                            |
| Violett  | NC                 | nicht klassifiziert (not classified)                             |
| Rot      | DNQ                | nicht qualifiziert (did not qualify)                             |
| Rot      | DNPQ               | in Vorqualifikation gescheitert (did not pre-qualify)            |
| Schwarz  | DSQ                | disqualifiziert (disqualified)                                   |
| Weiß     | DNS                | nicht am Start (did not start)                                   |
| Weiß     | WD                 | zurückgezogen (withdrawn)                                        |
| Hellblau | PO                 | nur am Training teilgenommen (practiced only)                    |
| Hellblau | TD                 | Freitags-Testfahrer (test driver)                                |
| ohne     | DNP                | nicht am Training teilgenommen (did not practice)                |
| ohne     | INJ                | verletzt oder krank (injured)                                    |
| ohne     | EX                 | ausgeschlossen (excluded)                                        |
| ohne     | DNA                | nicht erschienen (did not arrive)                                |
| ohne     | C                  | Rennen abgesagt (cancelled)                                      |
| ohne     | keine WM-Teilnahme |                                                                  |
| sonstige | P/fett             | Pole-Position                                                    |
| sonstige | 1/2/3/4/5/6/7/8    | Punktplatzierung im Sprint-/Qualifikationsrennen                 |
| sonstige | SR/kursiv          | Schnellste Rennrunde                                             |
| sonstige | *                  | nicht im Ziel, aufgrund der zurückgelegten Distanz aber gewertet |
| sonstige | ()                 | Streichresultate                                                 |
| sonstige | unterstrichen      | Führender in der Gesamtwertung                                   |